# Dorotówka
Dorotówka (deutsch Darethenhof) war ein Ort in der polnischen Woiwodschaft Ermland-Masuren. Seine Ortsstelle befindet sich im Gebiet der Gmina Płoskinia (Landgemeinde Plaßwich) im Powiat Braniewski (Kreis Braunsberg).

## Ortsname
Die polnische Namensform ist nicht einhellig überliefert. Einige Quellen nennen die Ortsbezeichnung „Darocin“. Auch die Schreibweise des deutschen Ortsnamens ist nicht eindeutig, alternativ wird „Daretenhof“ genannt.

## Geographische Lage
Die Ortsstelle von Dorotówka liegt im Nordwesten der Woiwodschaft Ermland-Masuren, zwölf Kilometer südöstlich der Kreisstadt Braniewo (Braunsberg).

## Geschichte
Das einstige Darethenhof wurde noch bis zum 23. November 1909 „Abbau Gerigk“ genannt. Es war bis 1945 ein Wohnplatz der Gemeinde Schöndamerau (polnisch Dąbrowa) im ostpreußischen Kreis Braunsberg innerhalb des Regierungsbezirks Königsberg. Der kleine Ort zählte im Jahre 1910 30 Einwohner.
Im Zuge der Abtretung des gesamten südlichen Ostpreußen 1945 in Kriegsfolge an Polen erhielt Darethenhof die polnische Namensform „Dorotówka“. Der Ort wird nach 1945 so gut wie nicht mehr genannt und er gilt heute als untergegangen. Seine Ortsstelle liegt im Gebiet der Gmina Płoskinia (Landgemeinde Plaßwich) im Powiat Braniewski (Kreis Braunsberg), von 1975 bis 1998 der Woiwodschaft Elbląg, seither der Woiwodschaft Ermland-Masuren zugehörig.

## Religion
Bis 1945 gehörte der Ort zur römisch-katholischen Pfarrei in Schalmey (polnisch Szalmia) im damaligen Bistum Ermland, außerdem war er in die evangelische Kirche Braunsberg in der Kirchenprovinz Ostpreußen der Kirche der Altpreußischen Union eingepfarrt.

## Verkehr
Die nicht mehr erkennbare Ortsstelle von Dorotówka (Darocin) ist über eine Nebenstraße zu erreichen, die von Braniewo (Braunsberg) über Bemowizna (Böhmenhöfen) und Czosnowo (Knobloch) nach Płoskinia (Plaßwich) und weiter bis nach Pieniężno (Mehlsack) führt. Eine Bahnanbindung besteht nicht.